# 1396 w polityce
Wydarzenia polityczne w 1396 roku.

## Wydarzenia
- 25 września Bitwa pod Nikopolis. Turcy pokonują zjednoczone siły chrześcijańskie. Wielu rycerzy, w tym Jean Le Maingre, zwany Boucicaut, marszałek Francji, dostaje się do niewoli
- Eryk Pomorski zostaje królem Danii.

## Urodzili się
- Alfons V Wspaniałomyślny, król Aragonii.

## Zmarli
- 19 maja Jan I Myśliwy, król Aragonii.